# Gennadij (Gogolev)
Gennadij (světským jménem: Michail Borisovič Gogolev; * 10. března 1967, Leningrad) je ruský duchovní Ruské pravoslavné církve, biskup kaskelenský a vikář astanské eparchie.

## Život
Narodil se 10. března 1967 v Leningradu.
V letech 1974–1984 navštěvoval Leningradskou střední školu č. 139. Poté navštěvoval Moskevský institut kryptografie, komunikace a informatiky. Od března do prosince 1986 absolvoval vojenskou službu v Leningradské a Vologdské oblasti.
Od prosince 1986 do července 1987 působil jako psalomščik chrám svatých Kosmy a Damiána v Kirsanově. Poté započal studium na Petrohradském duchovním semináři.
V letech 1988–1990 byl psalomščikem chrámu svatého Mikuláše ve vesnici Sablino. Roku 1990 nastoupil na Petrohradskou duchovní akademii, kterou dokončil roku 1994.
Dne 21. září 1990 byl metropolitou petrohradským a ladožským Ioannem (Snyčjovem) rukopoložen na diákona a 18. listopadu arcibiskupem smolenským a kaliningradským Kirillem (Gunďajevem) na jereje. Po vysvěcení se stal duchovním katedrálního chrámu Proměnění Páně v Petrohradu a o dva roky později chrámu svatého archanděla Michaela v Lomonosově.
V září 1994 byl přijat do kléru kostromské eparchie.
Dne 1. ledna 1995 byl arcibiskupem kostromským a galičským Alexandrem (Mogiljovem) postřižen na monacha s mnišským jménem Gennadij na počest svatého Gennadije Kostromského.
V letech 1995–1996 byl rektorem Kostromského duchovního učiliště a v letech 1995–2010 byl také představeným Alexejevského chrámu v Kostromě a předseda komise pro kanonizaci svatých kostromské eparchie.
Roku 1996 byl povýšen na igumena a stejného roku byl jmenován rektorem Kostromského duchovního semináře. Tuto funkci zastával do roku 2010 a zároveň zde přednášel historii Ruské církve, všeobecné církevní dějiny a pastorační teologii.
Dne 1. září 1998 byl povýšen na archimandritu.
Roku 2000 byl jmenován zástupcem předsedy Synodního oddělení pro záležitosti mládeže.
V dubnu 2010 byl přijat do kléru astanské eparchie a byl zde ustanoven představeným katedrálního chrámu Nanebevstoupení Páně v Almaty.
Dne 31. května 2010 jej Svatý synod zvolil biskupem kaskelenským a vikářem astanské eparchie. Dne 26. července byl také jmenoval rektorem Almatského duchovního semináře.
Dne 7. října 2010 byl v Trojicko-sergijevské lávře oficiálně jmenován biskupem a 10. října proběhla v chrámu Narození přesvaté Bohorodice v Orechovo-Zujevu jeho biskupská chirotonie. Světiteli byli patriarcha moskevský Kirill, metropolita krutický a kolomenský Juvenalij (Pojarkov), metropolita saranský a mordovský Varsonofij (Sudakov), metropolita bordžomijský a bakurianijský Serafim (Džodžua) (Gruzínská pravoslavná církev), metropolita astanský a kazachstánský Alexandr (Mogiljov), arcibiskup uralský a gurjevský Antonij (Moskalenko), arcibiskup možajský Grigorij (Čirkov), arcibiskup tomský a asinovský Rostislav (Děvjatov), arcibiskup verejský Jevgenij (Rešetnikov), arcibiskup naro-fominským Justinian (Ovčinnikov), biskup Ilian (Vostrjakov), biskup vidnovský Tichon (Nědosekin), biskup serpuchovský Roman (Gavrilov) a biskup solněčnogorský Sergij (Čašin).
Dne 18. prosince 2010 byl Synodem Kazachstánského metropolitního okruhu jmenován správcem záležitostí Synodního okruhu a předsedou Bohoslovecké komise okruhu.
Od 11. února do 15. prosince 2012 byl předsedou Komise pro záležitosti mládeže okruhu.
Dne 5. května 2015 jej Svatý synod jmenován spolupředsedou Bilaterální komise pro dialog mezi Ruskou pravoslavnou církví a Koptskou pravoslavnou církví.
Dne 25. srpna 2022 jej Svatý synod osvobodil od funkce rektora Almatského duchovního semináře.